# Mitrobarzanes d'Armènia Sofene
Mitrobarzanes d'Armènia Sofene   (segle II aC - valor desconegut) (Μιθροβαρζάνης – Mithrobarzánēs) va ser sàtrapa o rei de l'Armènia Sofene. Formava part de la dinastía dels Zariàdrides.
El seu pare, Zariadris havia alliberat Sofene del domini de l'Imperi Selèucida després de la batalla de Magnèsia (190 aC/189 aC). Quan va morir, ja vell al voltant del 163 aC, el seu fill Mitrobarzanes es trobava a Capadòcia, mentre que un altre fill estava a Armènia. El rei armeni Artàxies va suggerir llavors al seu col·lega de Capadòcia Ariarates V de matar als fills de Zariadris i dividir la Sofene entre els dos regnes. No obstant això Ariarates no va molestar a Mitrobarzanes i li va permetre prendre el control de Sofene, però a canvi va haver de cedir Tomisa a Ariarates. Mitrobarzanes conquerir Taron o Taronítida (Tauranítida) i Acilisene. A la primera regió segurament només en va expulsar els soldats selèucides i la segona podria haver consistit en una consolidació del poder, ja que aquesta regió havia estat bastanta anys abans de Capadòcia (Acilisene era una part de la Cataònia).
No se sap quan va morir Mitrobarzanes, però es creu que ja era gran quan va arribar al tron, pel que no devia ser gaire després del 150 aC. El següent rei conegut és Artanes que governava a final de segle.